# Young Adult
Young Adult é um filme estadunidense de comédia dirigido por Jason Reitman e escrito por Diablo Cody, ambos já trabalharam juntos no filme Juno, no qual rendeu um o Oscar à Diablo Cody e um indicação a Reitman. O filme teve um lançamento limitado em 9 de Dezembro de 2011 e um lançamento geral em 16 de Dezembro do mesmo ano. As críticas sobre o filme foram relativamente boas.

## Sinopse/Resumo
Logo após seu divórcio, Mavis (Charlize Theron), uma escritora de ficção retorna para sua casa em uma pequena cidade do Minnesota, pensando em reacender um romance com seu ex-namorado, Buddy (Patrick Wilson), que agora está casado e tem uma filha recém-nascida.

## Elenco
- Charlize Theron... como Mavis Gary
- Patrick Wilson... como Buddy Slade
- Patton Oswalt... como Matt Freehauf
- Elizabeth Reaser... como Beth Slade
- Collette Wolfe... como Sandra Freehauf
- Jill Eikenberry... como Hedda Gary
- Richard Bekins... como David Gary
- Mary Beth Hurt... como Jan
- Kate Nowlin... como Mary Ellen Trantowski
- Hettienne Park... como Vicki
- Jenny Dare Paulin... como Baixista
- Rebecca Hart... como Guitarrista
- Louisa Krause... como Recepcionista
- Elizabeth Ward Land... como Vendedora
- Brian McElhaney... como Assinante dos livros

## Principais indicações
Prêmios do Globo de Ouro
| Ano  | Categoria                      | Notas           | Resultado | Ref   |
| ---- | ------------------------------ | --------------- | --------- | ----- |
| 2012 | Melhor Atriz - Comédia/Musical | Charlize Theron | Indicado  | [ 3 ] |

Satellite Awards
| Ano  | Categoria             | Notas           | Resultado | Ref |
| ---- | --------------------- | --------------- | --------- | --- |
| 2012 | Melhor Atriz - Cinema | Charlize Theron | Indicado  |     |

Festival de Cinema Internacional de Palm Springs
| Ano  | Categoria                 | Notas                                                                            | Resultado | Ref |
| ---- | ------------------------- | -------------------------------------------------------------------------------- | --------- | --- |
| 2012 | Chairman's Vanguard Award | Charlize Theron, Patrick Wilson Elizabeth Reaser, Collette Wolfe e Patton Oswalt | Venceu    |     |

Central Ohio Film Critics Association
| Ano  | Categoria                        | Notas           | Resultado | Ref |
| ---- | -------------------------------- | --------------- | --------- | --- |
| 2012 | COFCA de Melhor Atriz            | Charlize Theron | Parcial   |     |
| 2012 | COFCA de Melhor Ator Coadjuvante | Patton Oswalt   | Indicado  |     |
| 2012 | COFCA de Melhor Roteiro Original | Diablo Cody     | Indicado  |     |